# Caterina Bonvicini
Pour les articles homonymes, voir Bonvicini.
Caterina Bonvicini, née le 27 novembre 1974 à Florence, est un écrivain italien.

## Biographie
Née à Florence, elle grandit et étudie à Bologne.
Elle vit désormais entre Rome et Milan, entre journalisme et écriture littéraire.

## Œuvres
- Penelope per gioco, Einaudi, 2000.
- Di corsa, Einaudi, 2003.
- I figli degli altri, Einaudi, 2006.
- Uno due tre liberi tutti!, Feltrinelli, 2006.
- L'equilibrio degli squali, Garzanti, 2008 - Prix Rapallo-Carige 2008.

- traduit en français sous le titre L’Équilibre des requins par Lise Caillat, Paris, Éditions Gallimard, coll. « Du monde entier », 2009, 297 p.  (ISBN 978-2-07-012140-3) - Grand prix de l'héroïne Madame Figaro 2010
- Il sorriso lento, Garzanti, 2010.

- traduit en français sous le titre Le Lent Sourire par Lise Caillat, Paris, Éditions Gallimard, coll. « Du monde entier », 2011, 272 p.  (ISBN 978-2-07-0132010)
- In bocca al bruco, Salani, 2011.
- Correva l'anno del nostro amore, Garzanti, 2014.

- traduit en français sous le titre Le pays que j’aime par Lise Caillat, Paris, Éditions Gallimard, coll. « Du monde entier », 2016, 320 p.  (ISBN 978-2-07-014315-3)
- L'arte di raccontare (avec Alberto Garlini), Nottetempo, 2015.

- Tutte le donne di, Garzanti, 2016.

- traduit en français sous le titre Les Femmes de par Lise Caillat, Paris, Éditions Gallimard, coll. « Du monde entier », 2020, 224 p.  (ISBN 9782072791512) « Comédie de femmes à l’italienne »,
- Fancy red, Mondadori, 2018.
- Mediterraneo. A bordo delle navi umanitarie (avec un essai et les photographies de Valerio Nicolosi), Einaudi, 2022.
- Molto molto tanto bene, Einaudi, 2024.

## Distinctions
- Premio Letterario Edoardo Kihlgren, premio Rapallo-Carige opera prima, Premio Internazionale di narrativa "Città di Penne" 2000
- Premio Fiesole Narrativa Under 40 2003
- Prix Rapallo-Carige et Premio letterario nazionale per la donna scrittrice 2008
- Grand prix de l'héroïne Madame Figaro 2010
- Premio Internazionale Bottari Lattes Grinzane 2011
- Premio letterario Basilicata 2018